# Benito Juárez (mitten La Trinitaria kommun)
Benito Juárez är en ort i Mexiko.   Den ligger i kommunen La Trinitaria och delstaten Chiapas, i den sydöstra delen av landet, 900 km öster om huvudstaden Mexico City. Benito Juárez ligger 1 388 meter över havet och antalet invånare är 282.
Terrängen runt Benito Juárez är huvudsakligen kuperad, men åt nordost är den bergig. Runt Benito Juárez är det ganska glesbefolkat, med 47 invånare per kvadratkilometer. Närmaste större samhälle är San Isidro el Zapotal, 6,8 km norr om Benito Juárez. I omgivningarna runt Benito Juárez växer i huvudsak städsegrön lövskog.